# Structure presque quaternionique
En mathématiques, une structure presque quaternionique sur une variété différentielle réelle est une donnée visant à associer à son fibré tangent une structure d'espace vectoriel sur le corps des quaternions.
Sa définition a varié depuis le milieu du XXe siècle, donnant lieu à des notions voisines.

## Imitation de la structure presque complexe
Une structure presque complexe est une structure d'espace vectoriel complexe sur le fibré tangent, représentée par un endomorphisme dont le carré est l'opposé de l'identité (mimant ainsi les propriétés de l'unité imaginaire i).
La donnée supplémentaire de deux endomorphismes satisfaisant les mêmes propriétés et reliés algébriquement comme les deux autres quaternions j et k revient alors à donner au fibré tangent une structure d'espace vectoriel sur le corps des quaternions.
Cependant, cette définition exclut les espaces projectifs quaternioniques et notamment le premier d'entre eux, HP(1), difféomorphe à la sphère de dimension 4. En effet, les seules sphères admettant une structure presque complexe sont celles de dimension 2 et 6.

## Sous-fibré de rang 3
Une définition plus satisfaisante se résume à la donnée d'un sous-fibré de rang 3 du fibré d'endomorphismes du fibré tangent, localement trivialisable par trois structures presque complexes satisfaisant les mêmes relations que ci-dessus, et de groupe de structure SO(3).
Cette structure munit le fibré tangent d'un produit scalaire sur chaque fibre.